# Хінокаґе

32°39′14″ пн. ш. 131°23′17″ сх. д. / 32.65389° пн. ш. 131.38806° сх. д.
Хінокаґе (яп. 日之影町) — містечко в Японії, в повіті Нісіусукі префектури Міядзакі.